# Diòcesi de Sigüenza-Guadalajara
La Diòcesi de Sigüenza-Guadalajara és una seu episcopal de l'Església Catòlica a Espanya. Coincideix en els seus límits amb la província de Guadalajara. És diòcesi sufragània de l'Arxidiòcesi de Toledo. La seva seu és doble: Sigüenza i Guadalajara.
La seva extensió és de 12.202 km², els seus habitants 224.076 segons el cens de 2007. Pertany a la Comunitat autònoma de Castella-La Manxa.

## Història
Consta l'existència del bisbat de Sigüenza des del segle vi, segons pot llegir-se en les actes del tercer Concili de Toledo que són signades per Protógenes segontiae ecclesiae episcopus, encara que l'historiador i bisbe fra Toribio Minguella, situa el seu origen al segle iv. Durant els segles VII a XI roman sota la dominació musulmana, i no hi ha continuïtat a l'episcopologi fins a l'any 1121 quan es reconquista la ciutat de Sigüenza.
El 1955 es fa l'últim remodelatge de límits diocesans fent coincidir els seus límits amb els de la província de Guadalajara. Per fer-ho la diòcesi de Sigüenza cedeix els territoris pertanyents a altres províncies (al nord l'arxiprestat d'Ayllón, a la província de Segòvia, amplis territoris de la província de Sòria i alguna població de la província de Saragossa i incorpora al seu territori la franja sud o marge esquerre del Tajo que pertanyia a la diòcesi de Conca, i poblacions de La Campiña, La Alcarria i la ciutat de Guadalajara que pertanyien a l'arxidiòcesi de Toledo. Per butlla del papa Joan XXIII de 9 de març de 1959, passa a denominar-se diòcesi de Sigüenza-Guadalajara; l'església de Santa María de Guadalajara passa a ser la cocatedral.

## Episcopologi
La llista de bisbes de Sigüenza és la següent:
| Titular                                  | Període         | Nota     |
| ---------------------------------------- | --------------- | -------- |
| Protògenes                               | ca. 589-610     |          |
| Idiscle                                  | ca. 633         |          |
| Videric                                  | ca. 647-656     |          |
| Ègica                                    | ca. 675-679     |          |
| Ella                                     | ca 681-684      |          |
| Gunderic                                 | ca. 683-693/704 |          |
| Sisemund                                 | ca. 840         |          |
| Bernardo de Agén                         | 1121-1152       |          |
| Pedro de Leucata                         | 1152-1156       |          |
| Cerebruno                                | 1156-1166       |          |
| Goscelmo Adelida                         | 1168-1178       |          |
| Arderico                                 | 1178-1184       |          |
| Gonzalo                                  | 1184            |          |
| Martí d'Hinojosa                         | 1186-1192       |          |
| Rodrigo                                  | 1192-1221       |          |
| Lope                                     | 1221-1237       |          |
| Fernando                                 | 1239-1250       |          |
| Pedro II                                 | 1251-1259       |          |
| Andrés                                   | 1262-1268       |          |
| Lope Díaz de Haro                        | 1269-1271       |          |
| Martín Gómez                             | 1275-1277       |          |
| Gonzalo Pérez                            | 1286            |          |
| García Martínez                          | 1288            |          |
| Simón Girón de Cisneros                  | 1301-1326       |          |
| Arnaldo                                  | 1326-1328       |          |
| Alonso Pérez de Zamora                   | 1329-1340       |          |
| Blasco Dávila                            | 1340-1341       |          |
| Pedro III                                | 1341-1342       |          |
| Gonzalo de Aguilar                       | 1342            |          |
| Pedro Gómez Barroso                      | 1348-1358       |          |
| Juan Lucronio                            | 1358-1361       |          |
| Juan Abad de Salas                       | 1361-1375       |          |
| Juan García Manrique                     | 1375-1381       |          |
| Juan Rodríguez de Castromocho            | 1381-1382       |          |
| Lope Rodrigo de Villalobos               | 1382-1388       |          |
| Guillermo de Verdemonte                  | 1388-1389       |          |
| Juan de Serrano                          | 1389-1402       |          |
| Juan de Illescas                         | 1403-1405       |          |
| Juan González Grajal                     | 1415-1416       |          |
| Alonso de Argüello                       | 1417-1419       |          |
| Pedro de Fonseca                         | 1419-1422       | Cardenal |
| Alfonso Carrillo de Albornoz             | 1422-1434       | Cardenal |
| Alfonso Carrillo de Acuña                | 1436-1446       | Cardenal |
| Gonzalo de Santa María                   | 1446-1448       |          |
| Fernando de Luján                        | 1449-1465       |          |
| Juan de Mella                            | 1465-1467       | Cardenal |
| Pedro González de Mendoza                | 1467-1495       | Cardenal |
| Bernardino López de Carvajal             | 1495-1519       | Cardenal |
| Fadrique de Portugal                     | 1519-1532       |          |
| García de Loaysa                         | 1532-1539       | Cardenal |
| Fernando de Valdés                       | 1539-1546       |          |
| Fernando Niño                            | 1546-1552       |          |
| Pedro de Pacheco                         | 1554-1560       | Cardenal |
| Francisco Manrique de Lara               | 1560            |          |
| Pedro de la Gasca                        | 1561-1567       |          |
| Diego de Espinosa                        | 1568-1572       | Cardenal |
| Juan Manuel                              | 1574-1579       |          |
| Lorenzo Suárez de Figueroa               | 1579-1605       |          |
| Mateo de Burgos                          | 1606-1611       |          |
| Antonio Venegas y Figueroa               | 1612-1614       |          |
| Sancho Dávila y Toledo                   | 1615-1622       |          |
| Francisco de Mendoza                     | 1622-1623       |          |
| Pedro González de Mendoza                | 1623-1639       |          |
| Pedro de Tapia                           | 1645-1649       |          |
| Bartolomé Santos de Risoba               | 1650-1657       |          |
| Antonio de Sarmiento de Luna y Enríquez  | 1657-1661       |          |
| Andrés Bravo de Salamanca                | 1662-1668       |          |
| Frutos Bernardo Patón de Ayala           | 1669-1671       |          |
| Pedro Godoy                              | 1672-1677       |          |
| Tomás Carbonell                          | 1677-1692       |          |
| Juan Grande Santos de San Pedro          | 1692-1697       |          |
| Francisco Álvarez de Quiñones            | 1698-1710       |          |
| Francisco Rodríguez de Mendarozqueta     | 1714-1722       |          |
| Juan de Herrera                          | 1722-1726       |          |
| José García y Castro                     | 1727-1746       |          |
| Francisco Díaz Santos Bullón             | 1750-1761       |          |
| José Patricio de la Cuesta y Velarde     | 1761-1768       |          |
| Francisco Javier Delgado Venegas         | 1769-1776       | Cardenal |
| Juan Díaz de la Guerra                   | 1777-1800       |          |
| Pedro Inocencio Vejarano                 | 1801-1818       |          |
| Manuel Fraile García                     | 1819-1837       |          |
| Joaquín Fernández Cortina                | 1847-1854       |          |
| Francisco de Paula Benavides y Navarrete | 1858-1875       | Cardenal |
| Manuel Gómez-Salazar y Lucio-Villegas    | 1875-1879       |          |
| Antonio Ochoa y Arenas                   | 1879-1896       |          |
| José María Caparrós y López              | 1896-1897       |          |
| Toribio de Minguella y Arnedo            | 1897-1917       |          |
| Eustaquio Nieto y Martín                 | 1917-1936       |          |
| Luis Alonso Muñoyerro                    | 1944-1950       |          |
| Pablo Gúrpide Beope                      | 1951-1955       |          |
| Lorenzo Bereciartúa Balerdi              | 1955-1963       |          |
| Laureano Castán Lacoma                   | 1964-1980       |          |
| Jesús Pla Gandia                         | 1981-1991       |          |
| José Sánchez González                    | 1991-2011       |          |
| Atilano Vicente Rodríguez Martínez       | 2011-Actualitat |          |